# Schnelltelegrafie

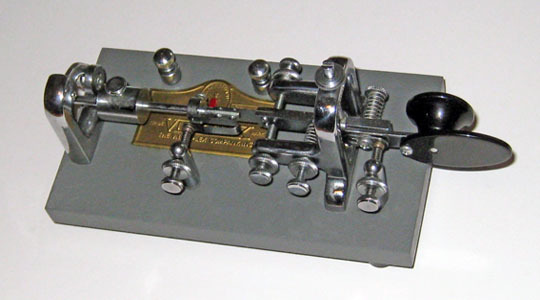
Halbautomatische Morsetaste von Vibroplex

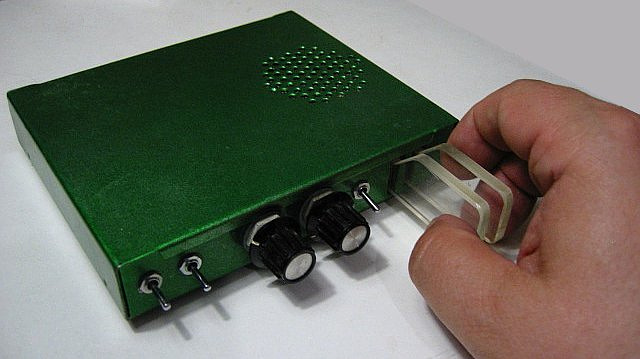
Elektronische Morsetaste

Schnelltelegrafie, auch Hochgeschwindigkeitstelegrafie, englisch High-speed telegraphy, kurz: HST, veraltet Schnelltelegraphie, ist Morsetelegrafie mit besonders hohen Geschwindigkeiten.

## Definition
Die Geschwindigkeit von Telegrafienachrichten wird in BPM (Buchstaben pro Minute) oder WPM (Wörtern pro Minute) gemessen. In Deutschland gebräuchlich ist dabei die PARIS-Norm: Wenn man das Wort PARIS 30 mal in genau einer Minute sendet, beträgt die Geschwindigkeit 30 WPM oder 150 BPM.
Dies entspricht einer Dauer von 40 Millisekunden für einen Punkt und 120 Millisekunden für einen Strich. Da Striche dreimal so lange dauern wie Punkte, besteht das Wort PARIS inkl. Zeichen- und Wortabständen aus 50 Punktlängen. Eine Geschwindigkeit von 30 WPM entspricht also 1500 Punktlängen in 60 Sekunden und somit einer Punktlänge von 40 ms.
In Amerika wird die CODEX-Norm verwendet. Zur Umrechnung aus der PARIS-Norm dividiert man durch 1,2.
In der Schweiz wird die VVVVV-Norm verwendet. Zur Umrechnung aus der PARIS-Norm dividiert man durch 1,28.

## Geschichte

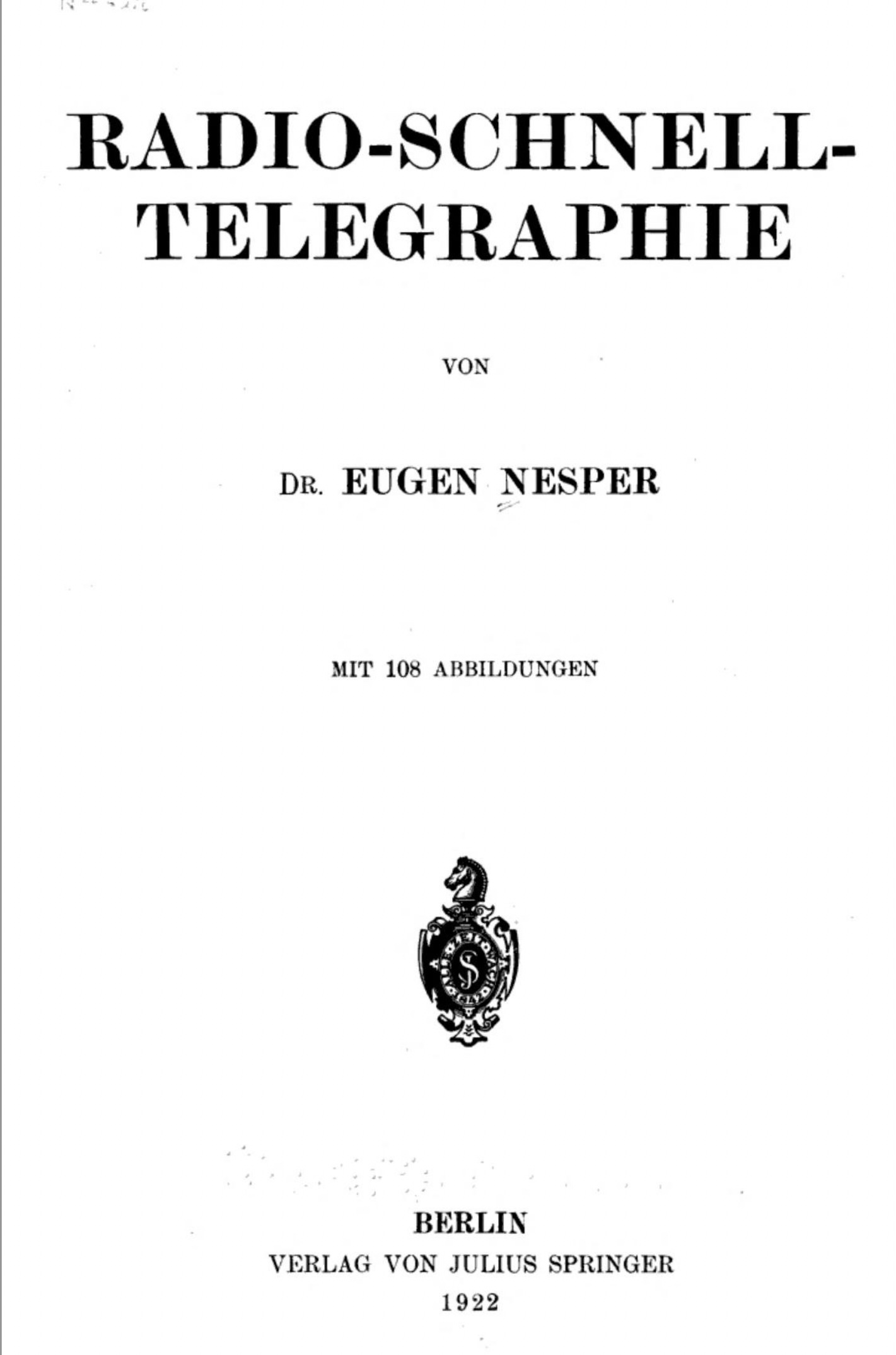
Eugen Nespers Buch über die Schnelltelegraphie von 1922

Die Schnelltelegraphie war ein im Beginn des 20. Jahrhunderts gängiger Begriff der Kommunikationstechnik für große Fortschritte in der Geschwindigkeit von telegrafischen Nachrichten. 1920 galt als Schnelltelegraphie die Übertragung von mehr als 30 Wörtern pro Minute in Form von Morsezeichen. Zu Grunde lag ein Wort aus durchschnittlich fünf Buchstaben. 30 Wörter pro Minute galten als das Maximum für ungeübte, aber des Morsens fähige Sender und Empfänger. Zuvor waren wegen der technischen Qualität der Übertragung, etwa durch atmosphärische Störungen, weniger Wörter möglich; oft mussten Funkübertragungen wiederholt werden; es gab Nachfragen des Empfängers; Störgeräusche machten vor allem bei langen Strecken (wie von Berlin in die Kolonien) die Leitungen instabil. Überlastete und zu langsame Leitungen verursachten einen Stau von nicht abgesandten Telegrammen.
In den Publikationen zur Datenübertragung spielte der Begriff der Schnelltelegrafie eine zentrale Rolle. Beispiele sind
- Die drahtlose Schnelltelegraphen Verbindung zwischen Berlin und London. 1921
- Schnelltelegraphie auf Großstationen. Beschreibung der von Telefunken ausgebildeten Schnellsender und Empfangsapparate. 1921
- Moderner Schnellempfang und Schnellsenden. 1922

Der Ingenieur und Rundfunkpionier Eugen Nesper beschrieb in seinem 1922 erschienenen Buch Radio-Schnelltelegraphie den damals aktuellen Stand der Technik. Per Kabelverbindung ließen sich 35 Wörter pro Minute übertragen, drahtlos bereits 100. Ziel, so Nesper, waren 150 Wörter. Er hielt die Schnelltelegraphie für notwendig für eine funktionierende geheime Nachrichtenübermittlung. Weil mit der durch die Schnelltelegraphie einhergehenden Wortgeschwindigkeiten kein Hörempfang in Echtzeit mehr möglich war, mussten die Übertragungen gespeichert werden, zum Beispiel mit dem Siemens-„Typendrucker“, dem „Tintenschreiber“ (Radio Corporation) oder dem 1867 für den Telegramm-Empfang in U‑Booten entwickelten Siphon-Rekorder.
Mitte der 1920er Jahre löste die drahtlose Audioübertragung das Morsen und die Telegrafie allmählich ab. Aus der Radiotelegrafie wurde die „trotz Mangels jeder Vorkenntnisse von jedem Laien ohne weiteres“ ausführbare Radiotelefonie.

## Amateurfunk

### Automatische Tasten
Zur Erleichterung beim Senden werden mechanische halbautomatische Morsetasten oder elektronische automatische Morsetasten verwendet. Halbautomatische Tasten geben mehrere Punkte automatisch mit einem Pendel, während Striche von Hand gegeben werden. Elektronische Tasten geben auch Strichfolgen automatisch. Professionelle Funkdienste, wie etwa Küstenfunkstellen, sendeten Telegramme auch mit automatischen Gebern ab Lochstreifen.

### Rekorde
Schnelltelegrafie ist auch eine Disziplin des Funksports. Es werden nationale und internationale Wettbewerbe und Meisterschaften ausgerichtet und es gibt Rekordlisten. Im Geben mit der Handtaste gilt der US-amerikanische Militärfunker und Funkamateur Harry Abner Turner (1906–1994, Amateurfunkrufzeichen W9YZE) mit einer Tastgeschwindigkeit von 175 Zeichen pro Minute (etwa 35 WpM) im Jahr 1942 als Rekordhalter. Internationale Wettbewerbe im Gehörlesen für Funkamateure werden von der International Amateur Radio Union organisiert. Der schnellste Telegrafist war der US-Amerikaner Theodore Roosevelt McElroy (1904–1963) im Jahre 1939 mit einer Geschwindigkeit von 75,2 WpM (etwa 376 BpM) und 1954 Fjodor Wassiljewitsch Rosljakow (1918–1972) aus der Sowjetunion mit 88 WpM (etwa 440 BpM).